# Homeostase do desenvolvimento
A homeostase do desenvolvimento é um processo no qual os animais se desenvolvem de forma mais ou menos normal, apesar dos genes defeituosos e dos ambientes deficientes. É a capacidade de um organismo de superar determinadas circunstâncias para se desenvolver normalmente. Essa pode ser uma circunstância que interfere em uma característica física ou mental. Muitas espécies têm uma norma específica, na qual aqueles que se enquadram nessa norma prosperam, enquanto os que não se enquadram não sobrevivem ou têm dificuldade para prosperar. É importante que o animal seja capaz de interagir com os outros membros do grupo de forma eficaz. Os animais precisam aprender as normas de sua espécie enquanto são jovens para viver uma vida normal e bem-sucedida para essa espécie.
A homeostase do desenvolvimento determina como uma espécie se adapta para ter uma vida normal. Portanto, ela tem sido o foco de muitos experimentos. Esses experimentos são orientados e projetados para testar o limite para que determinadas espécies superem e prosperem apesar de certas circunstâncias.
Devido ao fato de que a sobrevivência da espécie se baseia na capacidade de interagir com sua própria espécie de maneira normal, esses experimentos - que geralmente interferem nisso - caminham em uma linha tênue para os direitos dos animais e o que é aceitável. Um experimento que pesquisa a homeostase do desenvolvimento mental utilizou macacos rhesus. Esses experimentos mostraram como os macacos jovens precisam de contato físico com outros macacos para aprender os comportamentos sociais e interagir uns com os outros de forma eficaz. Uma forma de testar a homeostase do desenvolvimento físico foi o experimento de simetria facial, no qual as pessoas eram solicitadas a avaliar qual dos rostos que viam era mais bonito. O resultado desse experimento foi que as imagens com rostos mais simétricos foram consideradas mais bonitas. Isso não é encontrado apenas em seres humanos, mas em outros experimentos, como o da aranha-lobo (Lycosa erythrognatha) e o das andorinha-de-bando (Hirundo rustica) Os traços favorecidos dão ao portador uma vantagem na atração de parceiros de alta qualidade.
Em espécies que valorizam a homeostase do desenvolvimento, tanto física quanto mentalmente, a capacidade de se adaptar às normas sociais parece aumentar a probabilidade de ter uma vantagem reprodutiva para atrair parceiros e deixar descendentes.

## Homeostase do desenvolvimento: isolamento de macacos
A homeostase do desenvolvimento é atribuída à maneira como muitos animais se desenvolvem. Isso inclui a maneira como eles se desenvolvem normalmente ou de forma anormal, apesar dos genes defeituosos e de um ambiente insuficiente. Essa propriedade do desenvolvimento reduz a variação em torno de um valor médio para um fenótipo e reflete a capacidade dos processos de desenvolvimento de suprimir alguns resultados a fim de gerar um fenótipo adaptativo de forma mais confiável.

### Efeitos do isolamento social em macacos rhesus
Os efeitos da homeostase do desenvolvimento foram demonstrados em um experimento realizado em 1966 por Margaret e Harry Harlow. Eles queriam testar quais seriam as consequências de macacos rhesus bebês serem separados de suas mães e terem pouca interação com outros macacos. Primeiro, eles foram separados de suas mães por seis a doze horas após o nascimento e colocados com um substituto mecânico feito por humanos, que eles chamaram de “mãe substituta”. Esses substitutos foram feitos de uma estrutura cilíndrica de arame ou de uma estrutura de tecido felpudo e foram colocados com os bebês em uma gaiola. A estrutura de tecido felpudo também foi colocada com uma mamadeira. Os macacos preferiam e se agarravam à mãe substituta de tecido. Em um curto período de tempo, os macacos apresentaram efeitos colaterais de perda de peso e desenvolvimento físico anormal. Quando os macacos atingiram a idade em que podiam comer alimentos sólidos, eles foram separados de suas mães de pano por três dias. Quando voltaram a se reunir com suas mães, eles se agarraram a elas e não se afastaram. Os macacos rhesus jovens em seu habitat natural normalmente exploram e se aventuram. Harlow concluiu que a necessidade de conforto de contato era mais forte do que a necessidade de explorar. O isolamento da interação social também causou resultados negativos mais tarde em suas vidas. Os macacos criados como substitutos apresentaram depressão e comportamento agressivo, pois se agarravam a si mesmos, balançavam-se constantemente para frente e para trás e evitavam a interação com os outros. Além de afetar seu comportamento social, isso também afetou sua interação sexual. Os macacos tiveram pouca ou nenhuma postura sexual ou reprodução durante sua vida.
Para testar quanta experiência social é necessária ou imprescindível no desenvolvimento normal, os Harlows realizaram outro experimento em que isolaram jovens macacos rhesus limitando o tempo de interação com outros macacos. Eles lhes deram quinze minutos por dia com três outros macacos para interagir. No início, os macacos se agarravam uns aos outros e começavam a brincar. O comportamento normal desses macacos em seu habitat natural é que, após um mês de idade, eles brincam com outros macacos de sua própria espécie e, aos seis meses, estão constantemente interagindo em grupos. Os resultados mostraram que, com o passar do tempo, os macacos desenvolveram um comportamento relativamente normal e que a limitação de sua interação social quando bebês não os afetou na interação sexual e social. Eles também não apresentaram nenhuma agressão ou depressão anormal ao se socializarem com outros macacos.
Em 1960, Harry Harlow começou a estudar o isolamento parcial e total de macacos bebês, criando-os em gaiolas. O isolamento parcial envolvia a criação de macacos em gaiolas de arame nu que lhes permitiam ver, cheirar e ouvir outros macacos, mas não lhes davam a oportunidade de contato físico. O isolamento social total envolvia a criação de macacos em câmaras de isolamento que eliminavam todo e qualquer contato com outros macacos. Os resultados mostraram que, quando os macacos eram colocados em isolamento parcial, eles apresentavam vários comportamentos anormais, como olhar fixo, andar em círculos em suas gaiolas inúmeras vezes e automutilação. As gaiolas foram colocadas em vários locais. Alguns dos macacos permaneceram sendo testados em confinamento solitário por quinze anos.
Nos experimentos de isolamento total, os macacos bebês foram deixados sozinhos por três, seis, doze ou vinte e quatro meses. Os experimentos resultaram em graves distúrbios psicológicos e desenvolvimento anormal dos macacos. Quando retirados do isolamento pela primeira vez, eles geralmente entravam em choque emocional, agarrando-se a si mesmos e balançando várias vezes. Um dos seis macacos isolados por três meses recusou-se a comer após a liberação e morreu cinco dias depois. Quanto maior o tempo de isolamento, mais prejudicial era para os macacos agirem socialmente quando colocados com outros macacos. Harlow ressaltou que nenhum macaco havia de fato morrido durante o isolamento. Harlow tentou reintegrar os macacos que haviam sido isolados por seis meses, colocando-os com macacos que haviam sido criados normalmente. Ele afirmou que isso produziu “déficits severos em praticamente todos os aspectos do comportamento social” e que “conseguiu apenas uma recuperação limitada de respostas sociais simples”.

## Homeostase do desenvolvimento em simetria e assimetria
A homeostase do desenvolvimento desempenha um papel no desenvolvimento de corpos simétricos e assimétricos. Esse efeito nas espécies mostra que os indivíduos com características simétricas têm maior probabilidade de conseguir um parceiro do que aqueles com características assimétricas.

### Simetria nas características faciais
A simetria nas características faciais dos seres humanos pode ser considerada atraente para homens e mulheres. Isso pode ser devido à capacidade de encontrar parceiros em potencial, respondendo positivamente à simetria corporal ou facial. Isso pode ser devido ao fato de os atributos anunciarem a capacidade do indivíduo de superar os desafios do desenvolvimento normal. A preferência humana pela simetria pode ser explicada pelo fato de os seres humanos estarem analisando a escolha do parceiro, principalmente porque a simetria é um indicador confiável da qualidade genética que os parceiros procuram. Os mecanismos cognitivos e a importância adaptativa da atratividade facial têm sido um interesse dos psicólogos. Homens e mulheres consideram atraentes traços como a média, a simetria e a masculinidade (nos homens) ou a feminilidade (nas mulheres) nos rostos.  Observa-se que os seres humanos consideram os rostos simétricos mais atraentes do que os assimétricos. As interrupções no desenvolvimento causadas por mutações ou pela incapacidade de garantir recursos materiais essenciais no início da vida podem gerar assimetrias na aparência. Se a assimetria corporal refletir o desenvolvimento abaixo do ideal do cérebro ou de outros órgãos importantes, a preferência por traços simétricos pode permitir que o indivíduo seletivo adquira um parceiro com “bons genes” para transferir para a prole. As interrupções no desenvolvimento podem ser causadas por estresse, doença ou fatores genéticos.

## Simetria vs. assimetria
Em 1998, Gillian Rhodes [en] fez um experimento sobre simetria facial e beleza chamado “Facial symmetry and the perception of beauty” (Simetria facial e a percepção da beleza). No experimento, imagens de rostos humanos foram manipuladas digitalmente para mostrar várias quantidades de simetria. As pessoas foram solicitadas a avaliar os rostos e descobriram que os rostos com maior simetria eram os mais atraentes.

### Vantagens reprodutivas
A homeostase do desenvolvimento está presente não apenas nos seres humanos, mas também nos animais. A escolha de características simétricas em detrimento de características assimétricas foi observada em pássaros, lagartos, araneae e até mesmo em insetos. Por exemplo, foi relatado que as fêmeas de andorinha-de-bando preferem machos cujas penas externas longas têm o mesmo comprimento em cada lado. Os machos simétricos obtêm uma vantagem reprodutiva por causa da escolha do parceiro da fêmea.
Outro exemplo é o comportamento exibido em libéluas Lestes viridis [en], em que os machos com asas traseiras mais simétricas foram mais acasalados do que seus rivais não acasalados com asas traseiras assimétricas. Esses exemplos mostram que os indivíduos com características de alta qualidade são capazes de reproduzir seus traços grandes e simétricos, enquanto os indivíduos com características de qualidade inferior sofrem custos para produzir seus traços assimétricos.
Uma espécie que escolhe seus parceiros com base na simetria do corpo é a aranha-lobo. Os machos que têm tufos maiores em uma perna do que na outra (assimétricos) tendem a ser menores e a ter pior condicionamento físico do que os machos que têm tufos simétricos. Durante o cortejo, os machos balançam os tufos de pelos da perna dianteira e as fêmeas escolhem os machos simétricos em vez dos assimétricos.